# Vefsna
 (mars 2015).
Si vous disposez d'ouvrages ou d'articles de référence ou si vous connaissez des sites web de qualité traitant du thème abordé ici, merci de compléter l'article en donnant les références utiles à sa vérifiabilité et en les liant à la section « Notes et références ».
La Vefsna (en suédois : Vapstälven, en same du sud : Vaapstenjeanoe) est le cours d'eau le plus important du comté de Nordland, en Norvège.

## Géographie
Sa longueur est de 163 km et son bassin versant couvre 4 122 km2. Elle prend sa source dans les montagnes de Børgefjell et constitue la frontière entre la Norvège et la Suède sur une partie de son cours. Elle traverse les municipalités de Hattfjelldal, Grane et Vefsn avant de se jeter dans le Vefsnfjord à Mosjøen.

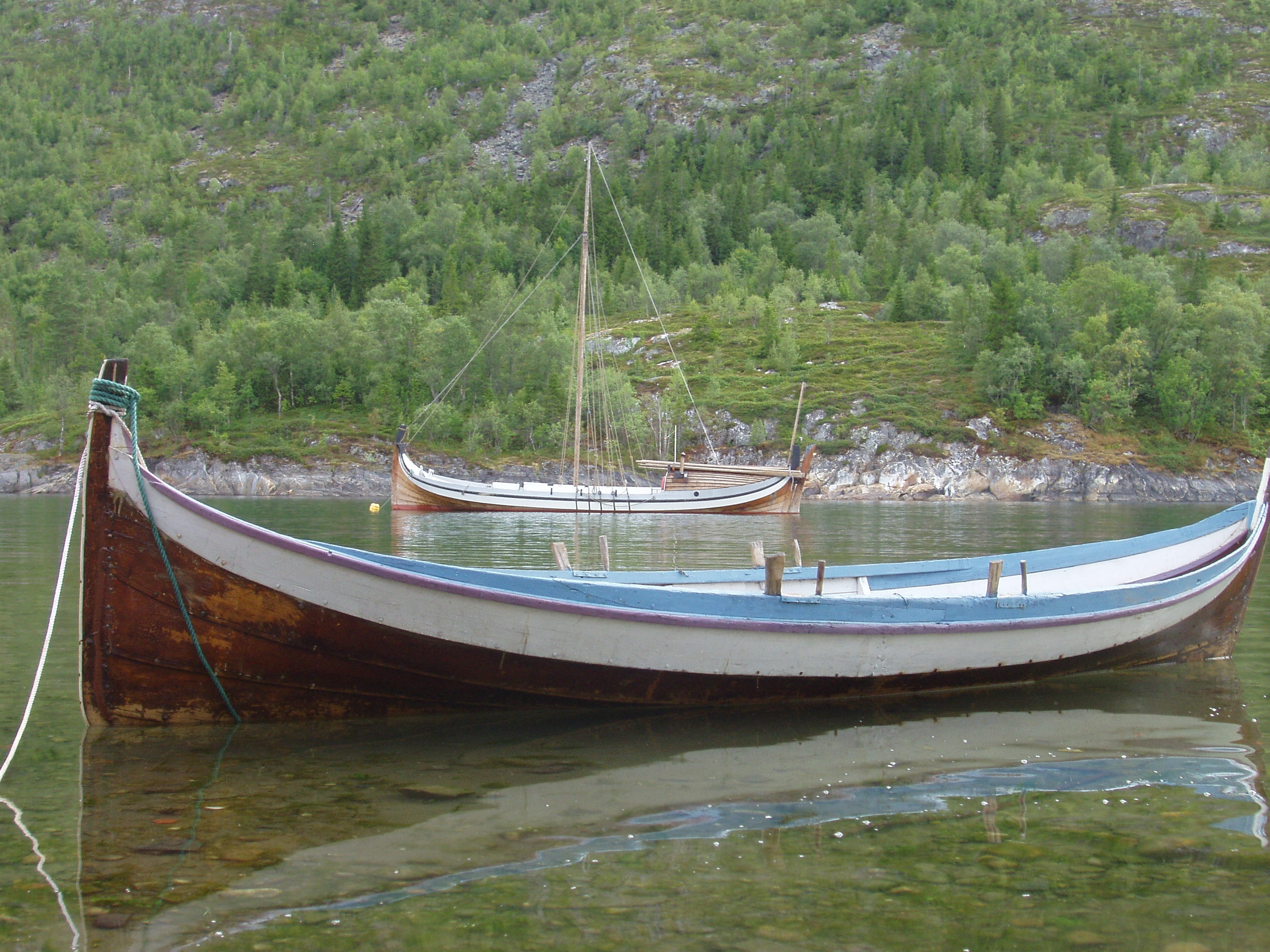
Bateaux traditionnels du Nordland sur la Vefsna

Historiquement, elle était un lieu important de pêche au saumon, mais elle est aujourd'hui infectée par le parasite du saumon Gyrodactylus salaris.
La chute d'eau de Laksforsen se situe sur la Vefsna.